# مايرون دبليو. ويتني
مايرون دبليو. ويتني (بالإنجليزية: Myron William Whitney)‏ هو مغني ومغني أوبرا أمريكي، ولد في 6 سبتمبر 1836، وتوفي في 19 سبتمبر 1910 في Sandwich, Kent ‏ في المملكة المتحدة.